# Книга на мъртвите (Древен Египет)
Съществуват Книги на мъртвите на различни цивилизации: „Египетска книга на мъртвите“, Тибетска книга на мъртвите, Книга на мъртвите на маите.
Книга на мъртвите е древноегипетски погребален текст, обикновено написан върху папирус, служил за подпомагане на погребвания по време на пътешествието му към Дуат (задгробния свят). Този религиозно-магически сборник, обясняващ вярванията на древните египтяни, е създаван и редактиран от много жреци в течение на около 1000 години. В него има молитви, песнопения и заклинания, свързани с погребалните обичаи.
Според Книга на мъртвите човекът представлява комплексно същество, състоящо се от много тела или аспекти. Първоначалното древноегипетско наименование на текстовете, намерено изписано върху външната страна на някои от свитъците, би могло да се преведе като Книга на идващите денем или Книга на появяващите се в светлината. То подчертава копнежа и надеждата човекът да се връща през деня от където и да е отишъл след смъртта си, за да посещава по желание познатите му земни места. Името „Книга на мъртвите“ е измислено от германския египтолог Карл Рихард Лепсиус, който публикувал части от текста през 1842 г.
Папирусите са богато украсени и са принадлежали главно на жреци и чиновници. Най-хубавият оцелял античен образец от Книгата на мъртвите е Папирусът на Ани (Ани е бил древноегипетски преписвач) от времето на 19-а династия. Бил е открит през 1888 г. от сър Е. А. Уолис Бъдж и занесен в Британския музей, където се съхранява в момента.